# Nyhedsmedie
 "Presse" omdirigeres hertil. For andre betydninger af Presse, se Presse (flertydig).
Et nyhedsmedie er en publikation med henblik på udgivelse af journalistiske værker. Et nyhedsmedie kan derfor være trykt i en avis, vist på tv, sendt i radioen eller uploaded på internettet.
Der findes mange former for medier, hvor disse kan kategoriseres på baggrund af deres udbredelsesmedium som nævnt ovenover eller på baggrund af deres indhold. Af sidstnævnte findes blandt andre massemedier, som betegner de store nyhedsmedier, og nichemedier, der betegner som regel mindre publikationer, som fokuserer sin journalistiske virksomhed mod et bestemt fag, kernestof eller modtagersegment.